# Грибы Армении

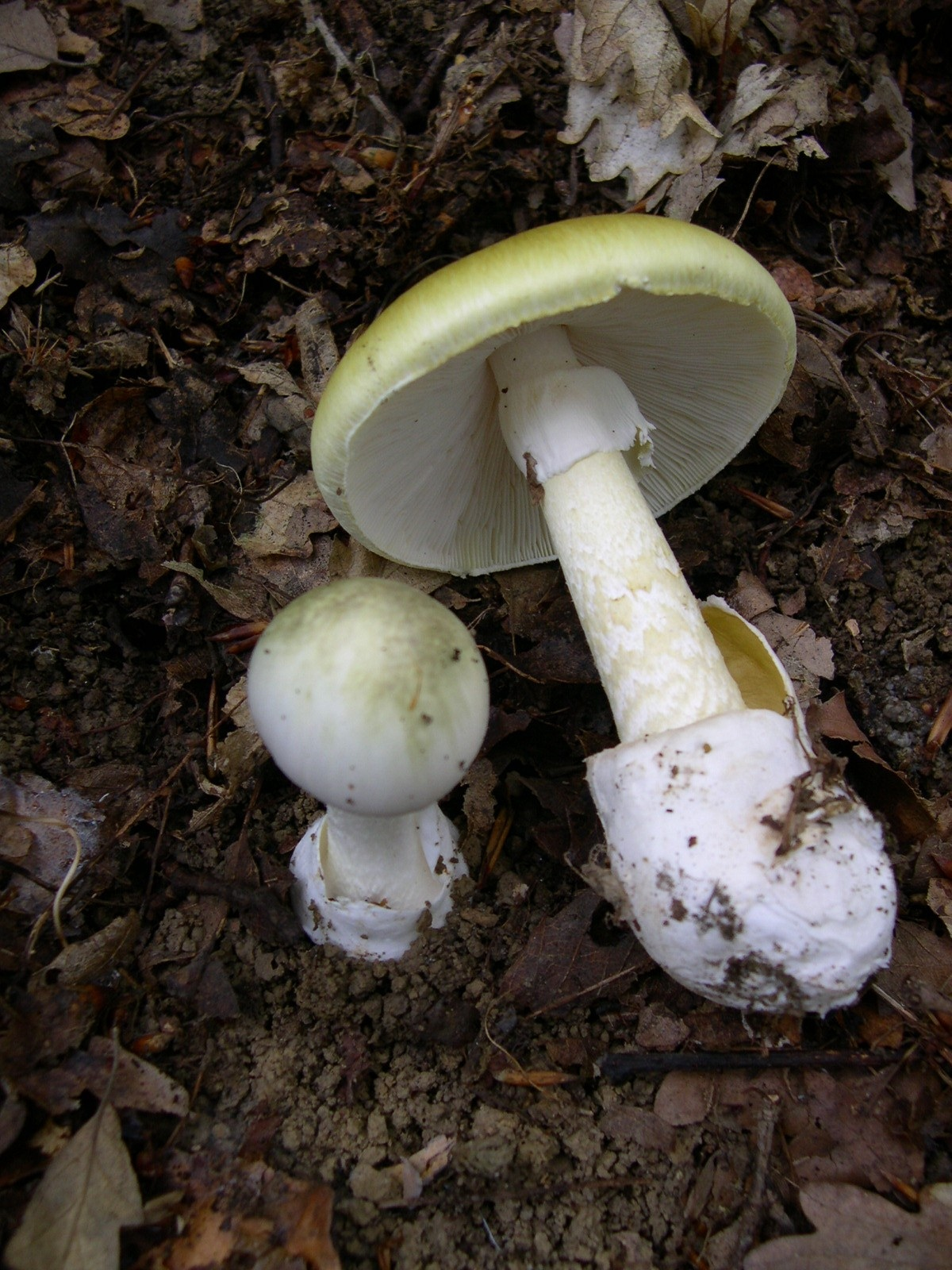
Бледная поганка — ядовитый гриб, произрастающий в Армении

Грибы Армении представлены 4200 видами, из которых 2 вида являются эндемиками Армении
Микроскопические грибы включают 125 видов пероноспоровых (Peronosporales), большая часть которых является чрезвычайно опасными паразитами и возбудителями болезней.
Важное место в микобиоте занимают обнаруженные в республике 541 вид почвенных микромицет, среди которых особенно широко распространены представители рода фузариум (Fusarium). Среди микромицет особое место занимают обитающие в почве и на различных растительных остатках хищные грибы (более 25 видов), среди которых преобладают представители рода артроботис (Arthrobotrys).
Своеобразную экологическую группу представляют обнаруженные в республике водные грибы (около 200 видов), среди которых особенно широко распространены представители родов ахлии (Аchlya flagellata), бластокладии (Blastocladia), клавариопсиса (Clavariopsis aquatica), сапролегии (Saprolegnia) и др.
Таксономическое разнообразие обнаруженных на территории республики макроскопических грибов представлено 1182 видами, из которых 284 вида съедобны и в подавляющем большинстве принадлежат к агариковым грибам.

## Ядовитые
Среди 59 видов ядовитых грибов, произрастающих на территории страны, самыми опасными для человека являются: бледная поганка (Amanita phalloides), мухомор (Amanita), ложный опёнок.